# Pivnivșciîna, Horodnea
Pivnivșciîna (în ucraineană Півнівщина) este un sat în comuna Hrîpivka din raionul Horodnea, regiunea Cernihiv, Ucraina.

## Demografie
Componența lingvistică a localității Pivnivșciîna
     Ucraineană (95,71%)
     Rusă (3,07%)
     Belarusă (1,23%)
Conform recensământului din 2001, majoritatea populației localității Pivnivșciîna era vorbitoare de ucraineană (95,71%), existând în minoritate și vorbitori de rusă (3,07%) și belarusă (1,23%).